# Alfons I. d'Este
Alfons I. d'Este (21. července 1476, Subiaco – 31. října 1534) byl vévodou z Ferrary během války ligy z Cambrai.

## Život

Alfons d'Este, Dosso Dossi

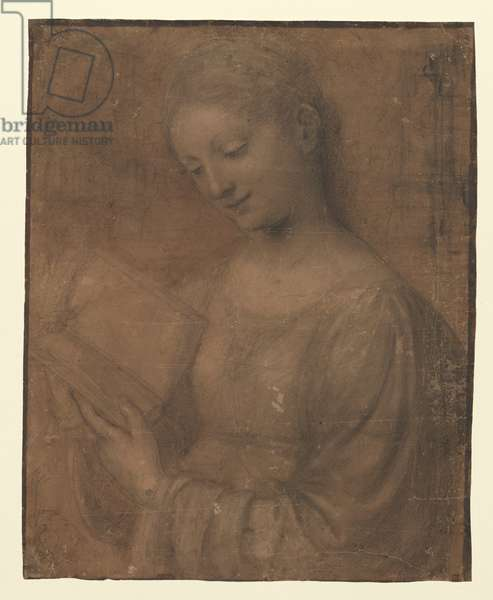
Anna Marie Sforza

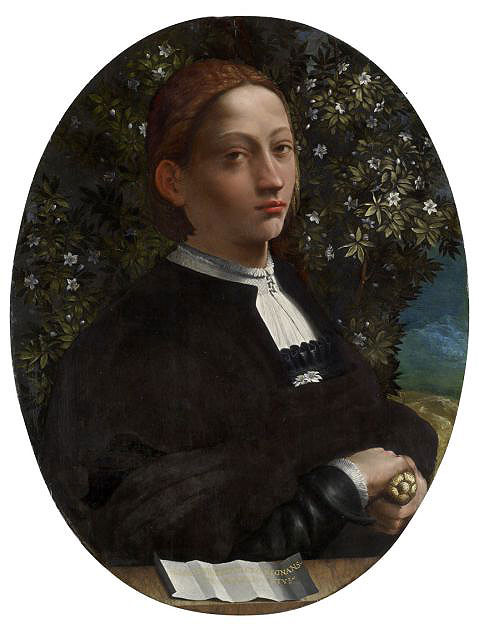
Lucrezia Borgia, Dosso Dossi, 1518

Alfons se narodil jako syn Herkula I. Estenského a Eleonory Neapolské. Vévodou se stal po smrti svého otce v roce 1505. V prvním roce své vlády odhalil spiknutí svého bratra Ferranta a nevlastního bratra Gulia namířené proti němu a jeho dalšímu bratrovi Hipolytovi. V září 1506 se konal soud za urážku majestátu a velezradu a podle očekávání byl vynesen rozsudek smrti, ale právě když se Ferrante a Giulio chystali vyjít k šibenici, byli informováni, že vévoda změnil svůj trest na doživotí. Byli odvedeni pryč do dvou cel v Torre dei Leoni. Ferrante zemřel ve své cele po 34 letech věznění, zatímco Gulio v té své zůstal až o svého omilostnění v roce 1559, po 53 letech věznění. Po propuštění byl Giulio v ulicích Ferrary zesměšňován kvůli zastaralému oblečení a zemřel v roce 1561.
V italských válkách si Alfonso zachoval svou nejistou pozici mezi soupeřícími mocnostmi díky flexibilitě a bdělosti a bezkonkurenčnímu opevnění Ferrary; vstoupil do ligy z Cambrai proti Benátkám a zůstal spojencem francouzského krále Ludvíka XII. i poté, co papež Julius II. uzavřel mír s Benátkami. Když se Boloňští vzbouřili proti Juliovi a svrhli Michelangelovu bronzovou sochu papeže z výšky brány, Alfons přijal střepy a přepracoval je jako dělo La Giulia, které postavil na hradby hradu: v roce 1510 jej Julius exkomunikoval a prohlásil, že jeho léna propadají, čímž se Ferrara připojila k Papežskému státu; Alfons poté úspěšně bojoval proti Benátkám a papežské armádě, zvítězil v bitvě u Poleselly, získal Bolognu a sehrál hlavní roli ve francouzském vítězství v bitvě u Ravenny (1512). Tyto úspěchy byly založeny na Ferrarském dělostřelectvu vyrobeném v jeho vlastní slévárně, která byla nejlepší své doby. Na obou portrétech od Tiziana pózuje s rukou přes ústí jednoho ze svých děl.
V letech 1526–1527 se účastnil výpravy Karla V., císaře Svaté říše římské a krále španělského, proti papeži Klementovi VII. a v roce 1530 jej papež znovu uznal jako vlastníka ztracených vévodství Modena a Reggio.

## Manželství a potomci
V lednu 1491 se čtrnáctiletý Alfons oženil s Annou Marií Sforzou, neteří milánského vévody Lodovica. Svatba, řízená Leonardem da Vinci, byla dvojitá; Alfonsova sestra Beatrice se vdávala za vévodu Lodovica.
Politicky sjednané sňatky měly utužit vztahy mezi oběma rodinami. 3. ledna 1497 však Beatrice zemřela a 30. listopadu téhož roku ji následovala také Anna Marie, což znamenalo konec dobrých vztahů.
V roce 1502 se Alfons podruhé oženil s Lucrezií Borgiou, dcerou papeže Alexandra VI. Měl s ní několik potomků:
- Alexandr d'Este (*/† 1505)
- Herkules II. d'Este (5. dubna 1508 – 3. října 1559), vévoda z Ferrary, Modeny a Reggia, ⚭ 1528 Renata Francouzská (25. října 1510 – 12. června 1574)
- Ippolito II. d'Este (25. srpna 1509 – 1. prosince 1572), kardinál
- Alexandr d'Este (1514–1516)
- Eleonora d'Este (3. července 1515 – 15. července 1575), jeptiška
- Francesco d'Este (1. listopadu 1516 – 2. února 1578)
- Isabela Marie d'Este (*/† 14. června 1519)

Po Lucreziině smrti 24. června 1519 se oženil se svou milenkou Laurou Dianti, se kterou měl nemanželského syna, jenž byl později legitimizován:
- Alfonso (10. března 1527 – 1. listopadu 1587),
⚭ 1549 Giulia della Rovere (1531–1563)
⚭ 1584 Violante Signa (1546–1609)

Alfons I. d'Este zemřel 31. října 1534 ve věku 58 let ve Ferraře.

## Vývod z předků
|                   |                                         |  |                        |                               |  |  |  |  |  |  |  | Obizzo III. Estenský |
|                   |                                         |  |                        |                               |  |  |  |  |  |  |  |                      |
|                   | Alberto d'Este                          |  |                        |                               |  |  |  |  |  |  |  |                      |
|                   |                                         |  |                        |                               |  |  |  |  |  |  |  |                      |
|                   |                                         |  |                        | Lippa Ariosti                 |  |  |  |  |  |  |  |                      |
|                   |                                         |  |                        |                               |  |  |  |  |  |  |  |                      |
|                   | Niccolò III. d'Este                     |  |                        |                               |  |  |  |  |  |  |  |                      |
|                   |                                         |  |                        |                               |  |  |  |  |  |  |  |                      |
|                   |                                         |  |                        |                               |  |  |  |  |  |  |  |                      |
|                   |                                         |  |                        |                               |  |  |  |  |  |  |  |                      |
|                   | Isotta Albaresani                       |  |                        |                               |  |  |  |  |  |  |  |                      |
|                   |                                         |  |                        |                               |  |  |  |  |  |  |  |                      |
|                   |                                         |  |                        |                               |  |  |  |  |  |  |  |                      |
|                   |                                         |  |                        |                               |  |  |  |  |  |  |  |                      |
|                   | Ercole I. d'Este, vévoda z Ferrary      |  |                        |                               |  |  |  |  |  |  |  |                      |
|                   |                                         |  |                        |                               |  |  |  |  |  |  |  |                      |
|                   |                                         |  |                        | Fridrich II. ze Saluzza       |  |  |  |  |  |  |  |                      |
|                   |                                         |  |                        |                               |  |  |  |  |  |  |  |                      |
|                   | Tomáš III. ze Saluzza                   |  |                        |                               |  |  |  |  |  |  |  |                      |
|                   |                                         |  |                        |                               |  |  |  |  |  |  |  |                      |
|                   |                                         |  |                        | Beatrix de Genève             |  |  |  |  |  |  |  |                      |
|                   |                                         |  |                        |                               |  |  |  |  |  |  |  |                      |
|                   | Ricciarda da Saluzzo                    |  |                        |                               |  |  |  |  |  |  |  |                      |
|                   |                                         |  |                        |                               |  |  |  |  |  |  |  |                      |
|                   |                                         |  |                        | Hugh II of Roucy              |  |  |  |  |  |  |  |                      |
|                   |                                         |  |                        |                               |  |  |  |  |  |  |  |                      |
|                   | Q28374057                               |  |                        |                               |  |  |  |  |  |  |  |                      |
|                   |                                         |  |                        |                               |  |  |  |  |  |  |  |                      |
|                   |                                         |  |                        | Blanche de Coucy              |  |  |  |  |  |  |  |                      |
|                   |                                         |  |                        |                               |  |  |  |  |  |  |  |                      |
| Alfonso I. d'Este |                                         |  |                        |                               |  |  |  |  |  |  |  |                      |
|                   |                                         |  |                        |                               |  |  |  |  |  |  |  |                      |
|                   |                                         |  | Ferdinand I. Aragonský |                               |  |  |  |  |  |  |  |                      |
|                   |                                         |  |                        |                               |  |  |  |  |  |  |  |                      |
|                   | Alfons V. Aragonský                     |  |                        |                               |  |  |  |  |  |  |  |                      |
|                   |                                         |  |                        |                               |  |  |  |  |  |  |  |                      |
|                   |                                         |  |                        | Eleonora z Alburquerque       |  |  |  |  |  |  |  |                      |
|                   |                                         |  |                        |                               |  |  |  |  |  |  |  |                      |
|                   | Ferdinand I. Neapolský                  |  |                        |                               |  |  |  |  |  |  |  |                      |
|                   |                                         |  |                        |                               |  |  |  |  |  |  |  |                      |
|                   |                                         |  |                        | Henrique Carlino              |  |  |  |  |  |  |  |                      |
|                   |                                         |  |                        |                               |  |  |  |  |  |  |  |                      |
|                   | Giraldona Carlino                       |  |                        |                               |  |  |  |  |  |  |  |                      |
|                   |                                         |  |                        |                               |  |  |  |  |  |  |  |                      |
|                   |                                         |  |                        | Isabela                       |  |  |  |  |  |  |  |                      |
|                   |                                         |  |                        |                               |  |  |  |  |  |  |  |                      |
|                   | Eleonora Neapolská, vévodkyně z Ferrary |  |                        |                               |  |  |  |  |  |  |  |                      |
|                   |                                         |  |                        |                               |  |  |  |  |  |  |  |                      |
|                   |                                         |  |                        | Déodat II. de Clermont-Lodève |  |  |  |  |  |  |  |                      |
|                   |                                         |  |                        |                               |  |  |  |  |  |  |  |                      |
|                   | Tristan de Clermont                     |  |                        |                               |  |  |  |  |  |  |  |                      |
|                   |                                         |  |                        |                               |  |  |  |  |  |  |  |                      |
|                   |                                         |  |                        | Isabela de Roquefeuil         |  |  |  |  |  |  |  |                      |
|                   |                                         |  |                        |                               |  |  |  |  |  |  |  |                      |
|                   | Isabella Tarantská                      |  |                        |                               |  |  |  |  |  |  |  |                      |
|                   |                                         |  |                        |                               |  |  |  |  |  |  |  |                      |
|                   |                                         |  |                        | Raimondo Orsini del Balzo     |  |  |  |  |  |  |  |                      |
|                   |                                         |  |                        |                               |  |  |  |  |  |  |  |                      |
|                   | Kateřina Tarantská                      |  |                        |                               |  |  |  |  |  |  |  |                      |
|                   |                                         |  |                        |                               |  |  |  |  |  |  |  |                      |
|                   |                                         |  |                        | Marie Enghienská              |  |  |  |  |  |  |  |                      |
|                   |                                         |  |                        |                               |  |  |  |  |  |  |  |                      |